# Clastobryum scalare
Clastobryum scalare är en bladmossart som beskrevs av Pierre Tixier 1977. Clastobryum scalare ingår i släktet Clastobryum och familjen Sematophyllaceae. Inga underarter finns listade i Catalogue of Life.